# Arthur Gore (5e comte d'Arran)
Arthur Saunders Gore, 5e comte d'Arran (6 janvier 1839 - 14 mars 1901) titré « vicomte Sudley » (entre 1839 à 1884) est un homme politique, diplomate et pair anglo-irlandais.

## Biographie
Il est le fils aîné de Philip Gore (4e comte d'Arran), et d'Elizabeth Marianne Napier, fille du général William Francis Patrick Napier. Il fait ses études au Collège d'Eton et entre par la suite dans le service diplomatique.
Il est nommé haut-shérif du Donegal en 1863. Il est attaché aux ambassades britanniques à Hanovre, Stuttgart, Lisbonne et Paris, ainsi que commissaire spécial à l'impôt sur le revenu de 1865 à 1881 et commissaire aux douanes de 1883 à 1884. En 1884, il succède à son père comme cinquième comte d’Arran, mais comme il s’agit d’une Pairie d'Irlande cela ne lui donne pas droit à un siège à la Chambre des lords. Cependant, plus tard la même année, il est créé baron Sudley, de Castle Gore dans le comté de Mayo, dans la Pairie du Royaume-Uni, ce qui lui donne un siège automatique à la chambre haute du Parlement. Il sert plus tard comme Lord Lieutenant de Mayo de 1889 à 1901 et est fait chevalier de l'ordre de St Patrick en 1898.

## Famille
Lord Arran épouse, en 1865, Edith Elizabeth Henrietta Jocelyn (1845-1871), fille de Robert Jocelyn (vicomte Jocelyn). Ils ont un fils et trois filles avant sa mort au début de 1871 :
- Mabell Ogilvy (1866-1956), elle épouse David Ogilvy (11e comte d'Airlie), le 19 janvier 1886. Ils ont six enfants.
- Cicely Alice Gore (1867-1955) épouse le 17 mai 1887, James Gascoyne-Cecil (4e marquis de Salisbury). Ils ont quatre enfants.
- Arthur Gore (6e comte d'Arran) (1868-1958), épouse le 16 août 1902 Mathilde Huyssen van Kattendijke. Ils ont deux fils. Il se remarie avec Lilian Quick le 17 décembre 1929.
- Esther Georgiana Caroline Gore (1870-1955), elle épouse Frederick Smith (2e vicomte Hambleden), le 26 juillet 1894. Ils ont cinq enfants.

Vingt ans après le décès de sa première femme, Lord Arran se remarie en 1889 avec Winifred Ellen Reilly, fille de John Reilly et veuve de John Montagu Stopford. Elle est autrefois une Dame de compagnie de la princesse Helena du Royaume-Uni. Ils ont une fille :
- Winifred Helene Lettice Gore (1891-1958)

Lord Arran est décédé en mars 1901 à l'âge de 62 ans. Son fils unique Arthur lui succède. Lady Arran est décédée en 1921.